# Drongo cua de ventall
El drongo cua de ventall (Chaetorhynchus papuensis) és una espècie d'ocell de la família dels ripidúrids (Rhipiduridae) i única espècie del gènere Chaetorhynchus.

## Hàbitat i distribució
Habita els boscos de les muntanyes de Nova Guinea.